# Eleutherodactylus notidodes
Eleutherodactylus notidodes är en groddjursart som beskrevs av Schwartz 1966. Eleutherodactylus notidodes ingår i släktet Eleutherodactylus och familjen Eleutherodactylidae. Inga underarter finns listade i Catalogue of Life.